# Liberace

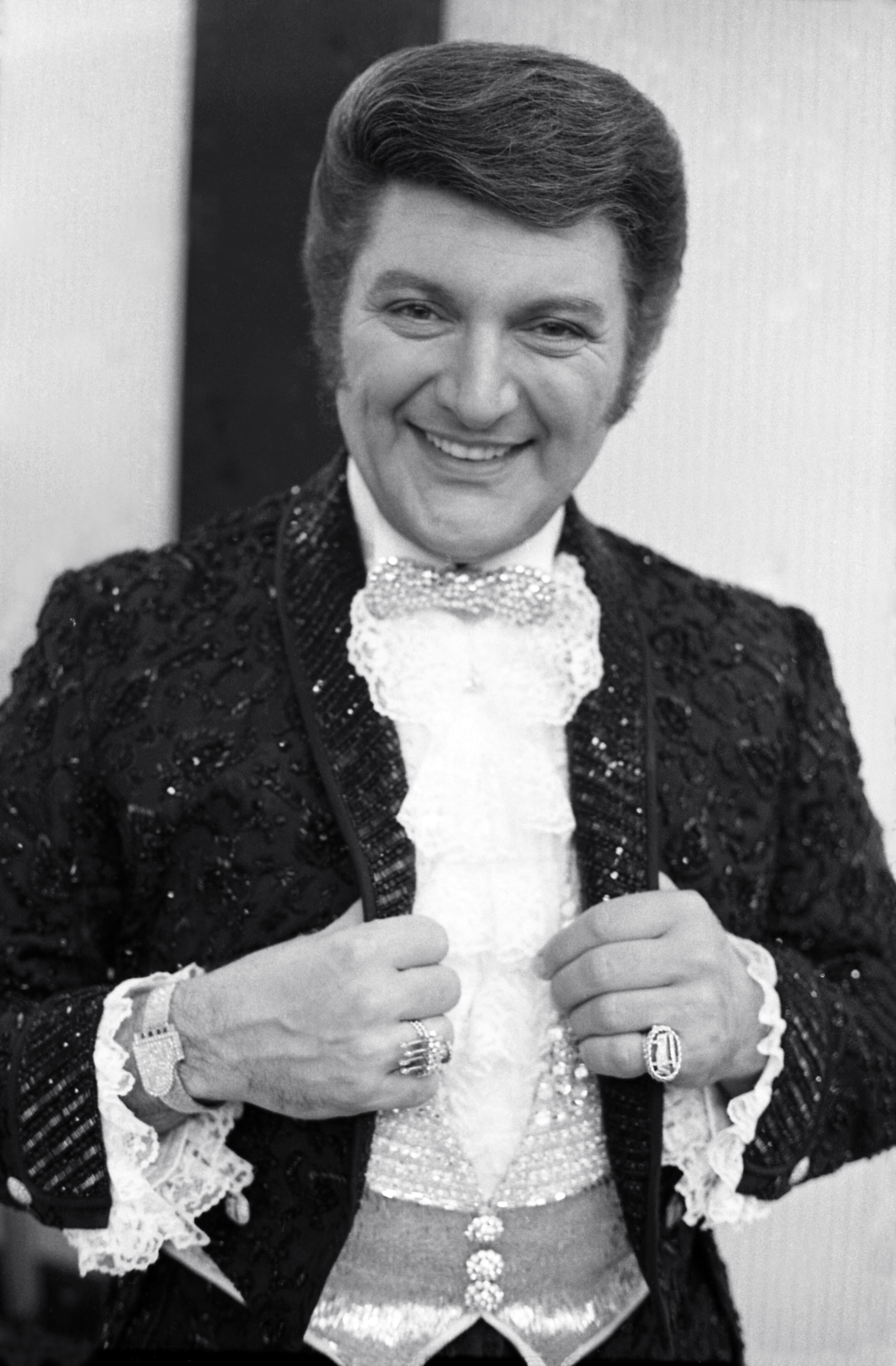
Liberace, Foto von Allan Warren (1968)

Władziu Valentino Liberace (* 16. Mai 1919 in West Allis, Wisconsin; † 4. Februar 1987 in Palm Springs, Kalifornien) war ein US-amerikanischer Pianist und Entertainer. In den 1960er und 1970er Jahren entwickelte sich Liberace zu einem Showtalent, das ihm den Spitznamen Mr. Showmanship einbrachte. Auf dem Höhepunkt seiner Karriere zwischen den 1950er und 1970er Jahren war er der bestbezahlte Entertainer der Welt. In seinen schrillen Las-Vegas-Shows und auf seinen Tourneen verband er Popmusik, lateinamerikanische Musik, Polka, Boogie-Woogie, moderne Klassiker US-amerikanischer Unterhaltungsmusik und klassische Musik. Zu seinem Markenzeichen wurden dabei seine extravaganten Bühnenkostüme, sein Schmuck, sein strassbesetzter Flügel und seine überbordenden Inszenierungen.

## Leben

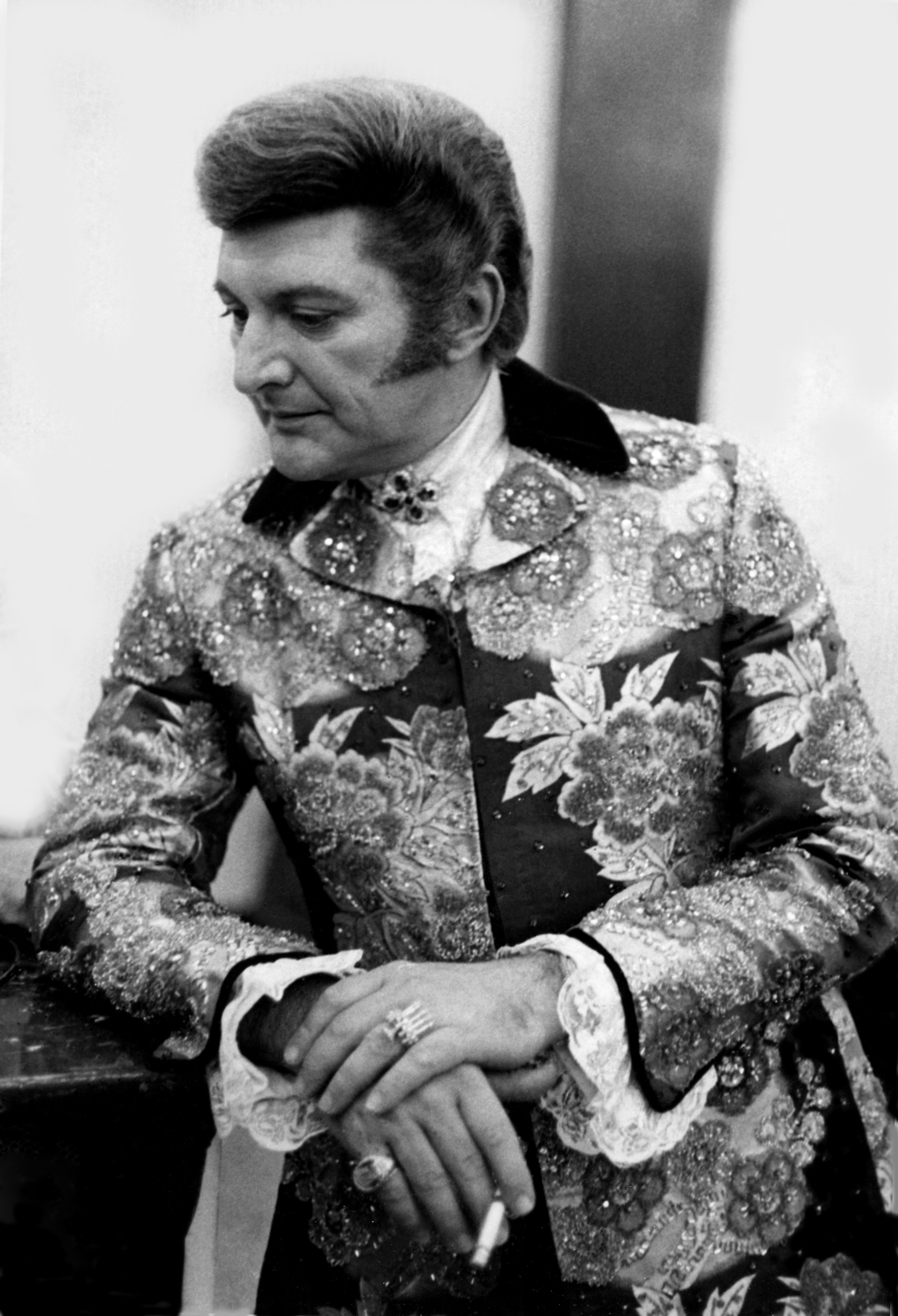
Liberace, Foto von Allan Warren (1968)

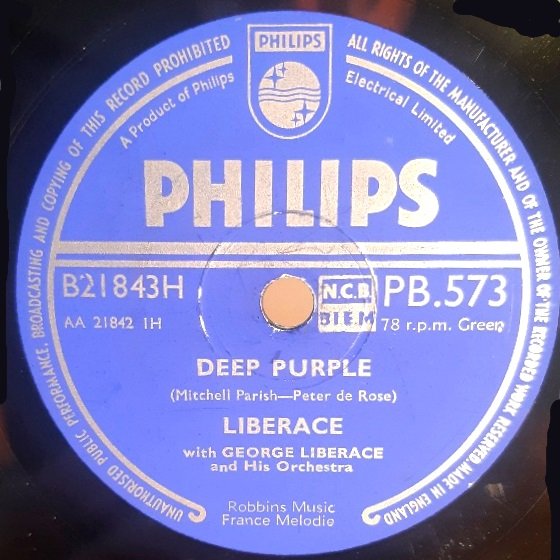
Schellackplatte von Liberace

Seine Mutter stammte aus Polen, sein Vater aus Italien. Er war ein Wunderkind, übte schon als kleines Kind täglich mehrere Stunden am Klavier und konnte mit sechs Jahren auswendig Stücke der klassischen Musik spielen. Als junger Mann erhielt er eine klassische Klavierausbildung, war aber auch in der populären Musik bewandert. Er absolvierte ein Universitätsstudium in Musik mit Schwerpunkt Klavier und Orgel am renommierten Wisconsin College of Music.
1940 trat er im Alter von 20 Jahren als Solist beim Chicago Symphony Orchestra mit Liszts Klavierkonzert Nr. 2 im Pabst Theatre in Milwaukee auf, der Dirigent war Hans Lange. Dieses Konzert war nach seinen eigenen Angaben sein Durchbruch als klassischer Solist. In den 1950er Jahren gewann er siebenmal nacheinander den Preis für den schnellsten Klassikpianisten der USA, er galt auch als schnellster Pianist der Welt.
In den 1950er Jahren begann er, klassische Stücke und Volkslieder mit einem ausgeprägten Pop-Touch zu spielen. Der Komponist und Pianist Ignacy Jan Paderewski, ein Freund der Familie, riet ihm, wie er selbst nur unter seinem Familiennamen aufzutreten, was er beherzigte. In dieser Zeit bekam er eine eigene Fernsehshow und in dieser wurde er von einer Band begleitet, die von seinem Bruder George geleitet wurde und zu der Corky Hale gehörte. Liberace selbst wurde schon 1954 in Mr. Sandman, dem größten Hit der Chordettes, namentlich erwähnt; 1957 dann in Nina Simones My Baby Just Cares for Me. In Fernsehshows spielte er südamerikanische Musik, Lieder von George Gershwin und zahlreiche Filmmusik-Titel, unter anderem  Hitchcocks Spellbound von Miklós Rózsa. Sein Lieblingskomponist war Chopin.
Später trat er regelmäßig in Las Vegas auf. In seinen Shows und Fernsehauftritten fiel er durch extravagante Kostüme auf: Auf seinen Spitznamen The Glitter Man, der auf Liberaces diamantenbesetzte Anzüge anspielt, bezog sich z. B. auch 2Pac in dessen Hit California Love (1995). Sein Lieblingskostüm war ein Chinchillapelz, den er präsentierte, wenn er mit einem verspiegelten Rolls-Royce auf die Bühne fuhr. Auch die massiven Ringe an jedem zweiten Finger, die er auch beim Klavierspiel nicht ablegte, gehörten dazu, ebenso wie ein exzessives Leben. Daneben setzte er in seinen Shows auch häufiger Wasserorgeln und andere Spezialeffekte ein. Häufig schwebte er auch an Drahtseilen über die Bühne. Neben seinen extravaganten Kostümen und seinen schrillen Bühnenshows war ein weiteres Markenzeichen ein großer Kandelaber, der stets auf seinem Flügel stand. Der Tod seiner Mutter Frances 1980 traf ihn schwer; die Verbundenheit der beiden war sehr groß.
1976 gründete er die Liberace Foundation, die jungen Studenten ein Musikstudium ermöglicht. Zur Stiftung gehörte das 1979 eröffnete Liberace Museum mit der Darstellung seines Lebens. Es wurde im Oktober 2010 aus finanziellen Gründen geschlossen. Liberace lebte im Luxus, besaß 13 Villen, hielt 17 Hunde und hatte mehrere Adoptivkinder. Sein Vermögen wurde bei seinem Tod auf rund 100 Millionen Dollar geschätzt.
1981 trat Liberace erstmals in Deutschland auf. Die Stationen waren Hamburg, München und Berlin. Der Journalist Fritz Rumler urteilte seinerzeit im Nachrichtenmagazin Der Spiegel: „[…] Ein derartiges Charivari aus Trivialität, Bombast und Schelmerei müßte einen eigentlich auf der Stelle tot umfallen lassen. Daß Liberace einst Matronen massenhaft in Hysterie versetzte und als Show-Fossil immer noch erfolgreich wirkt, gehört zu den schrecklichsten Geheimnissen der amerikanischen Gesellschaft.“
Liberace führte gegen Presseveröffentlichungen über seine Homosexualität immer wieder Prozesse, die er alle gewann. Homosexualität war in der Anfangszeit seiner Karriere nicht nur in den USA ein Tabuthema, er musste davon ausgehen, dass ein Outing seiner Karriere schaden würde. Letztlich hatte er sich, unter anderem vor Gericht mit einer Aussage unter Eid, dass er nicht schwul sei, derart festgelegt, dass er dies kaum hätte revidieren können. Liberace starb 1987 im Alter von 67 Jahren an den Folgen von AIDS. Sein letztes öffentliches Konzert gab er am 2. November 1986 in der Radio City Music Hall in New York City. Hier hatte er vor seinem Tod noch 56 Konzerte gegeben. Er eröffnete diese Shows, indem er in einem Umhang aus pinken Federn aus einem riesigen, nachgebauten Fabergé-Ei heraustrat.

## Fernsehshows
In den 1950er Jahren hatte Liberace seine eigene Fernsehreihe The Liberace Show, die in unregelmäßigen Abständen ausgestrahlt wurde, wobei jede Show unter einem eigenen Motto stand. 1969 hatte er eine zehnteilige Musiksendung, die ebenfalls nach ihm The Liberace Show benannt wurde. Daneben wurden manche seiner Shows aufgezeichnet und im Fernsehen ausgestrahlt (z. B. 1980: Liberace in Las Vegas; 1983: Liberace and the London Philharmonic Orchestra) und es gab auch eigene TV-Specials (z. B. 1979: Liberace: A Valentine Special).

## Film
- 1950: Südsee-Vagabunden (South Sea Sinner), Regie: H. Bruce Humberstone
- 1955: Ihr sehr ergebener… (Sincerely Yours), Regie: Gordon Douglas[16]
- 2013: Liberace – Zu viel des Guten ist wundervoll (Behind the Candelabra), Regie: Steven Soderbergh

## Gastauftritte (Auswahl)
Liberace war Gast in zahlreichen Talkshows und Unterhaltungssendungen. Daneben trat er gelegentlich auch in Fernsehserien auf, wo er meist sich selbst spielte. Eine Auswahl davon ist:
- In der 2. Staffel der Fernsehserie Batman von 1966 hatte Liberace in zwei Folgen einen Gastauftritt als Bösewicht. Er spielte dort den Schurken und Pianisten Chandell und dessen Bruder Harry, dem es nicht gelang, Batman und Robin zu besiegen.
- 1970 trat er als Gaststar in der Episode Lucy and Liberace der Serie Here’s Lucy auf.
- Die 117. Episode (Staffel 5, Episode 21) Crocker als Geisel (1978) der Fernsehserie Kojak – Einsatz in Manhattan spielt in Las Vegas; dort hat Liberace einen kleinen Gastauftritt. Er wird von Lieutenant Kojak in seiner Garderobe befragt, nachdem seine Managerin mitsamt Sergeant Crocker, dessen Gefangenen und einer Magierin entführt wurde.
- 1978 war er Gaststar in der 3. Staffel der Muppet Show.
- 1983 spielte er sich selbst in der Episode Das Angebot (The Offer) der 1. Staffel der Serie Hotel.

## Rezeption
1988 wurde das Leben von Liberace erstmals von David Greene unter dem Titel Liberace: Behind the Music (deutscher Titel: Liberace – Ein Leben für die Musik) verfilmt. Victor Garber spielt die Titelrolle.
Ebenfalls 1988 erschien die Filmbiographie Liberace (deutscher Titel: Liberace – Ein Mann und seine Musik) von William Hale.
Im Jahr 2000 erschien die britisch-amerikanische Fernseh-Dokumentation Liberace: Too Much of a Good Thing is Wonderful von Hamish Mykura.
Im Oktober 2013 kam der Film Liberace – Zu viel des Guten ist wundervoll von Steven Soderbergh in Deutschland ins Kino. Der Film mit Michael Douglas und Matt Damon in den Hauptrollen lief in den USA unter dem Titel Behind the Candelabra und thematisiert die jahrelange Liebesbeziehung zwischen Liberace und seinem Lebensgefährten Scott Thorson.
2021 lief Jeremy J. P. Feketes Dokumentarfilm Look Me Over – Liberace über das Leben des Künstlers an.

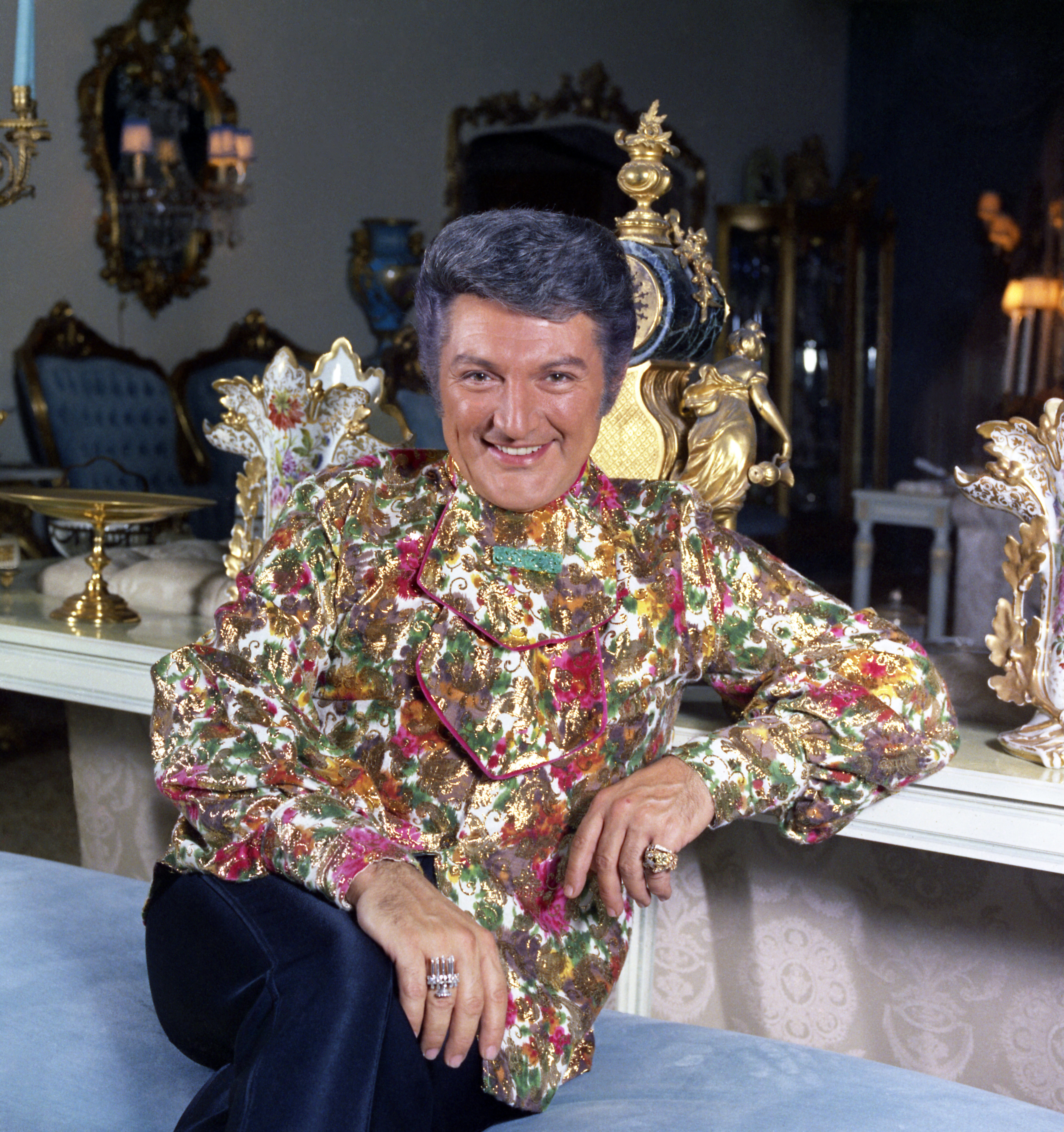
Liberace, Foto von Allan Warren (1974)
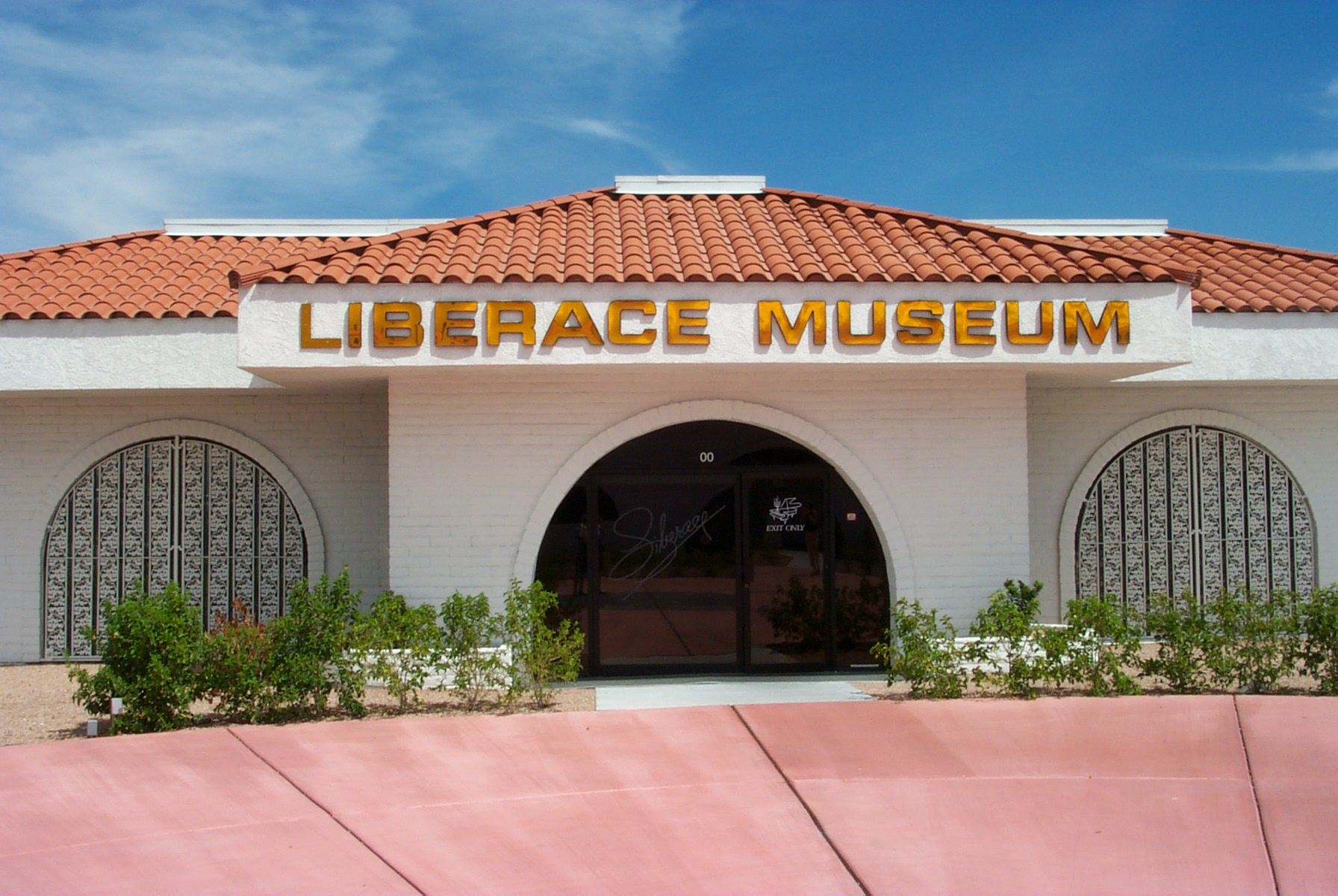
Liberace Museum in Las Vegas (2003)
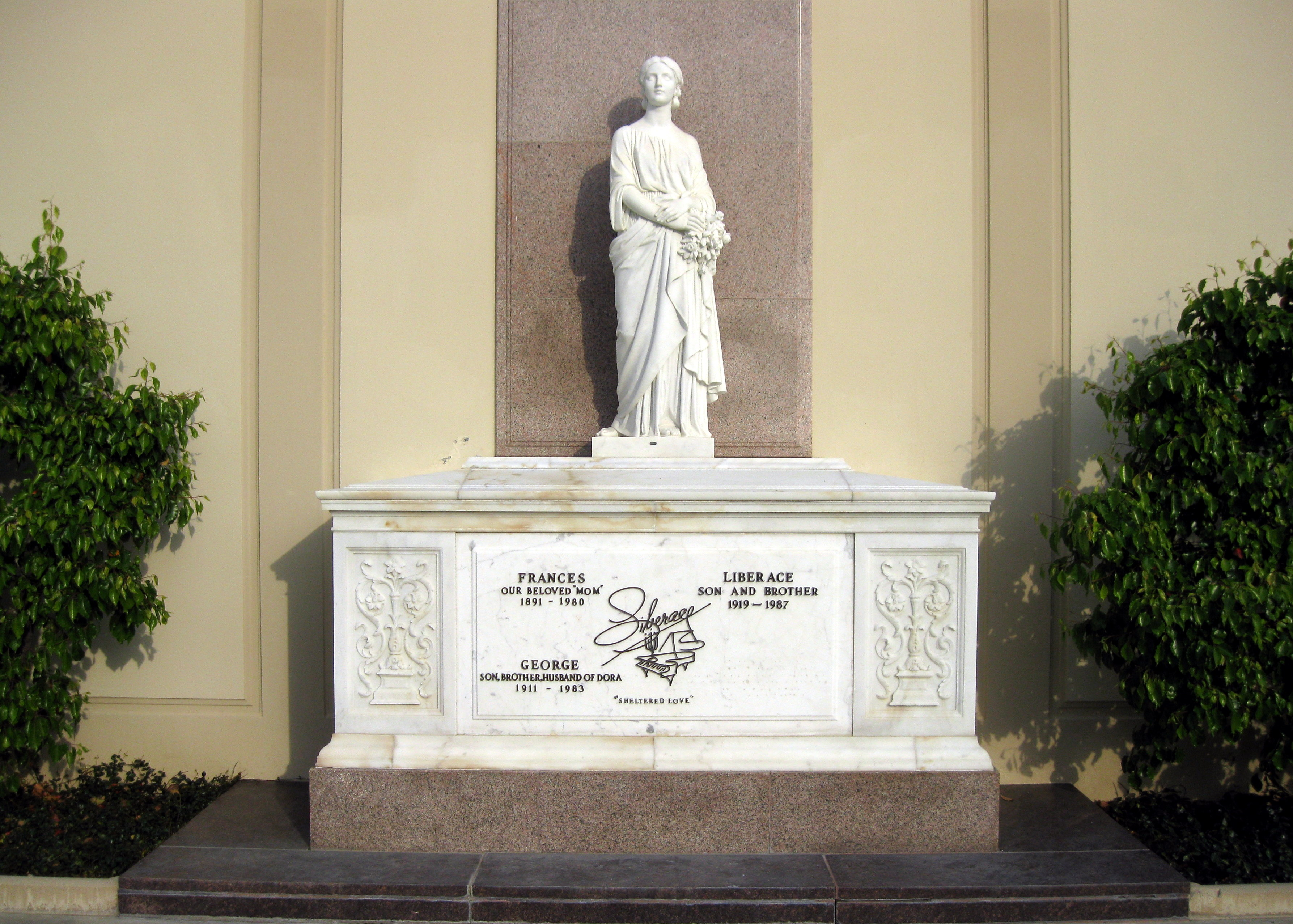
Das Grab Liberaces auf dem Forest-Lawn-Friedhof in den Hollywood Hills.